# Čejetice
Čejetice (deutsch Tschejetitz) ist eine Gemeinde in Tschechien. Sie liegt acht Kilometer östlich von Strakonice und gehört zum Okres Strakonice.

## Geographie

### Geographische Lage

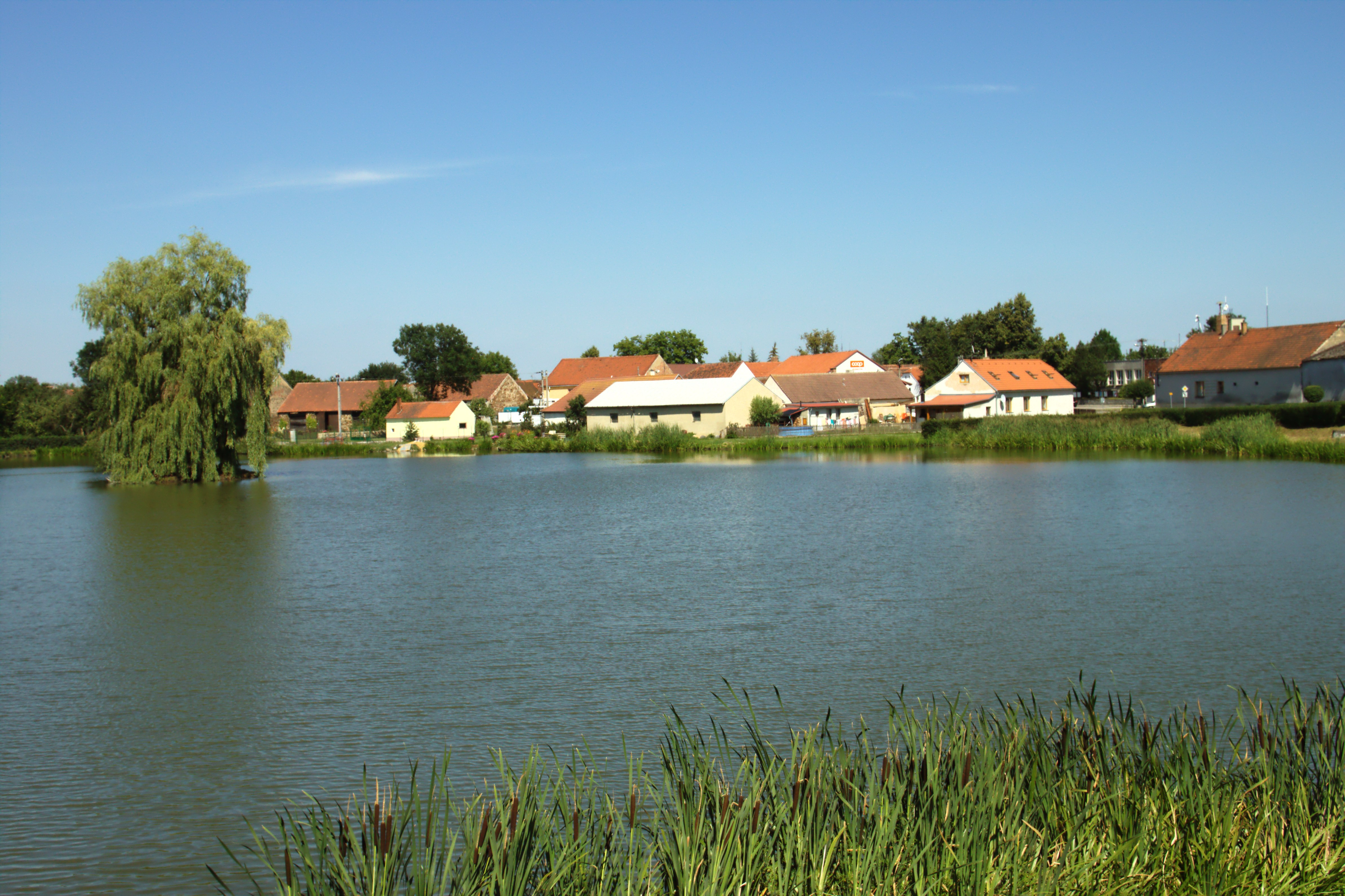
Ortsansicht mit Teich

Čejetice befindet sich in einer Teichlandschaft am rechten Ufer der Otava im Böhmerwald-Vorland. Durch das Dorf fließt der Zorkovický potok. Am südlichen Ortsrand verläuft die Eisenbahn zwischen České Budějovice und Plzeň.
Nachbarorte sind Nové Kestřany und Kestřany im Nordosten, Sudoměř im Osten, Mladějovice im Südosten, Cehnice im Süden, Jinín und Nebřehovice im Südwesten, Sedlíkovice und Přeborovice im Westen sowie Štěkeň im Nordwesten.

### Gemeindegliederung
Die Gemeinde Čejetice besteht aus den Ortsteilen Čejetice (Tschejetitz), Mladějovice (Mladowitz), Sedlíkovice (Sedlikowitz), Sedliště (Sedlischt) und Sudoměř (Sudomiersch) sowie der Ansiedlung Přeborovice (Pscheborowitz).

## Geschichte
Die erste Erwähnung von Čejetice erfolgte 1289 in einer Schenkungsurkunde Bavors III. von Strakonitz an den Johanniterorden in Strakonice, in der ein Jan von Čejetice als Zeuge aufgeführt ist. In der zweiten Hälfte des 14. Jahrhunderts waren die Dlouhoveský von Dlouhá Ves Besitzer von Čejetice. Ihnen folgten 1389 die Herren von Dunovec, die den Besitz in zwei Vladikengüter teilten. Diese wechselten im 15. Jahrhundert mehrfach die Besitzer, seit 1406 ist die Existenz einer Feste belegt. Zu Beginn der Hussitenkriege fand am 25. März 1420 zwischen den Teichen von Sudoměř die Schlacht bei Sudoměř statt.
Nach 1490 erlosch eines der Güter. Die Feste, die sich bei der St. Gallus-Kirche befand, wurde zuletzt bis 1497 durch Jan und Jindřich Strpský von Strpí bewohnt.
In der Folgezeit erwarben die Říčanský von Říčany das Dorf einschließlich der wüsten Feste, das seit 1543 als Besitz der Herrschaft Štěkeň aufgeführt wurde. Nach der Schlacht am Weißen Berg wurde die Gutsherrschaft Štěkeň 1622 aus dem Besitz von Jan Malovec von Malovice konfisziert. 1623 erlosch die Pfarre in Čejetice und die Kirche St. Gallus wurde zur Begräbniskapelle.
1648 erwarb der im Jahr zuvor aus der Schweiz nach Böhmen eingewanderte Adlige Jan Anton Losy von Losinthal die Herrschaft Štěkeň mit den zugehörigen Dörfern Řepice, Mladějovice, Přešťovice, Čejetice, Droužetice, Přeborovice, Brusy, Cehnice, Dunovice, Netonice, Radějovice, Paračov, Kuřimeny, Sudkovice und Černěkov von Johann Anton, Fürst von Eggenberg. Nach seinem Tode erbte 1682 sein Sohn Johann Baptist Štěkeň. Dieser verstarb 1683 und das Erbe trat dessen Bruder Johann Anton Losy von Losinthal an. 1720 übergab er seinen Besitz Štěkeň an seinen Sohn Adam Philipp. Nachdem Adam Philipp Graf Losy von Losinthal am 21. April 1781 ohne Nachkommen in Wien verstorben war, erbte dessen Witwe Ernestine Gräfin Fuchs von Bimbach die Herrschaft. Sie verkaufte den Besitz noch im selben Jahre an Joseph-Niklas zu Windisch-Graetz. Ihm folgte 1802 dessen Sohn Alfred I. zu Windisch-Graetz.
Nach der Aufhebung der Patrimonialherrschaften wurde Čejetice 1848 zur selbstständigen Gemeinde. Am 1. September 1868 nahm die Eisenbahn den Betrieb auf und bis 1879 wurde die Strecke zwischen České Budějovice und Strakonice vollendet. Die Bahnstation in Čejetice wurde am 30. April 1891 in Štěkeň umbenannt, sie trägt jetzt wieder den Namen Čejetice. 1925 wurde auf dem Schlachtfeld von Sudoměř ein Jan Žižka-Monument errichtet.

## Kultur und Sehenswürdigkeiten

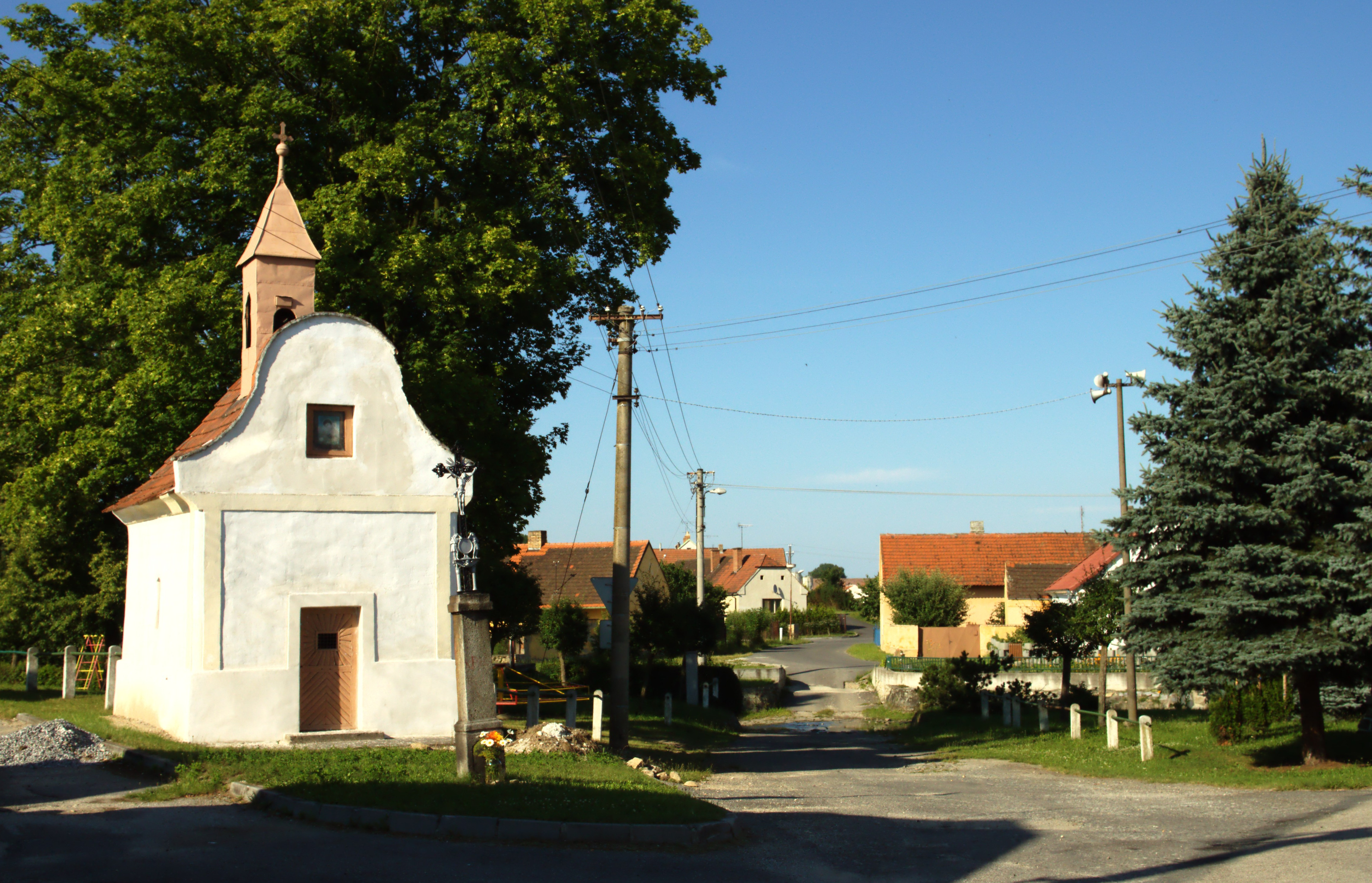
Kapelle in Čejetice

- Friedhofskirchlein des Hl. Gallus am nordöstlichen Ortsrand von Čejetice, das frühgotische Bauwerk aus der 2. Hälfte des 13. Jahrhunderts erhielt zum Ende des 18. Jahrhunderts eine barocke Neugestaltung
- Jan-Žižka-Denkmal auf dem Schlachtfeld zwischen den Teichen südöstlich von Sudoměř, das 16 m hohe Monument entstand 1925 nach einem Entwurf des Bildhauers Emanuel Julian Kodet
- Kapelle Johannes des Täufers am Dorfplatz von Čejetice, erbaut zu Beginn des 19. Jahrhunderts
- Kapelle des Hl. Johannes von Nepomuk in Mladějovice aus dem Jahre 1723
- Kapelle der Krönung der Jungfrau Maria am Dorfplatz von Sedlíkovice, errichtet zu Beginn des 19. Jahrhunderts
- Nischenkapelle des Hl. Peregrinus am Hügel Virotín zwischen Sedlíkovice und Jinín, errichtet 1816
- Kapelle der Jungfrau Maria am Dorfplatz von Sedliště
- Kapelle der Jungfrau Maria unter dem Halbmond, erbaut auf dem Dorfplatz von Sudoměř